# Pétroglyphes de Kanozero
Les pétroglyphes de Kanozero sont un ensemble de plus de 1 000 pétroglyphes, découverts en 1997 sur l'île de Skalisty du grand lac Kanozero, dans le sud-ouest de la péninsule de Kola, dans l'oblast de Mourmansk, en Russie. Le site se trouve à 13 kilomètres du village d'Oumba et à 259 km au sud de Mourmansk.

## Historique
Même si les habitants connaissaient les pétroglyphes, ces derniers n'ont attiré l'attention des chercheurs qu'en 1997, lors d'un voyage des experts du musée de la ville de Revda au lac Kanozero. Les premiers dessins ont été repérés sur l'ile de Kamennyi. Le voyage suivant a eu lieu en 1998 et a permis de documenter des figures trouvées sur trois iles et sur le rocher d'Odinokaja, au moyen de 250 dessins. Après les visites organisées par le musée, les archéologues, sous le nom « The Kola Archaeological Expedition », ont poursuivi les recherches et plus de 400 figures ont été découvertes de 1999 à 2007.
Les chercheurs étaient, entre autres, V. Likhatchev, Evguenii Kolpakov, Vladimir Shumkin, Väino Poikalainen et Abram Stoljar. L'université de Tromsø a également participé à la campagne de 2005. Evguenii Kolpakov a publié un bilan des découvertes en 2009. À cette époque, 1 140 figures réparties en 18 groupes avaient été répertoriées.

## Description

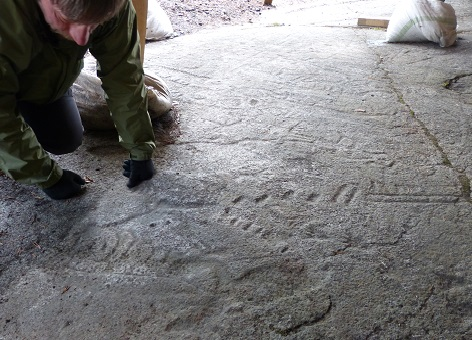
L'archéologue Evguenii Kolpakov sur le principal rocher à pétroglyphes de Kanozero

Les figures montrent les croyances et le mode de vie des chasseurs-pêcheurs-cueilleurs sur une période de 600 à 800 ans. Certains groupes de figures évoquent une forme de bande dessinée. Leur signification précise reste à ce jour non élucidée.

## Datation
Les pétroglyphes de Kanozero ont été datés du IIIe au IIe millénaire av. J.-C. Ils documentent la période néolithique récente en Fennoscandie.

## Protection
Les pétroglyphes de Kanozero ont été inscrits comme objets d'importance du gouvernement fédéral en 2020. Des associations archéologiques souhaitent leur inscription au Patrimoine mondial de l'Unesco, par extension du site des pétroglyphes du lac Onéga et de la mer Blanche. C’est en effet l'un des plus grands sites de ce type en Europe.

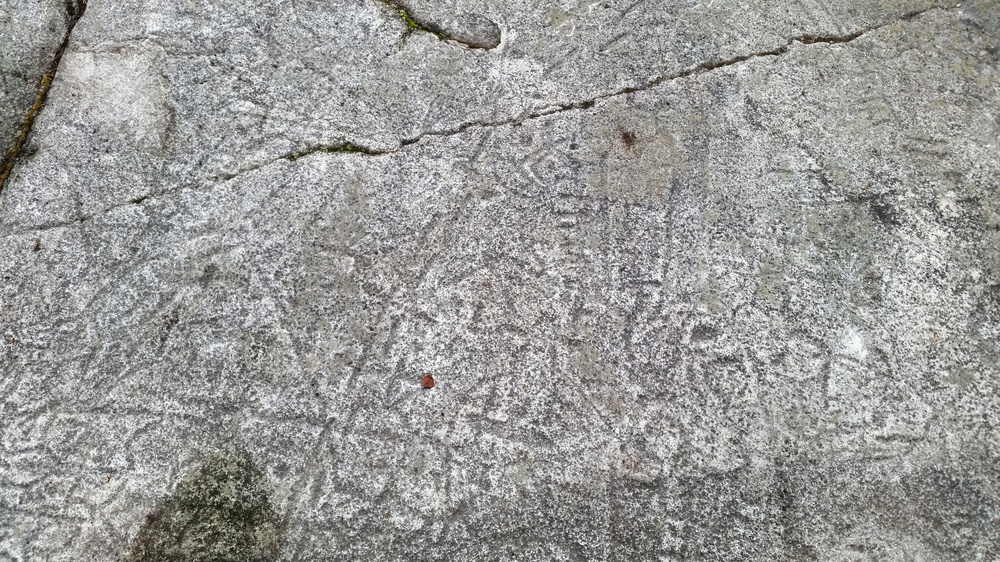
Les pétroglyphes de Kanozero

## Dans la culture populaire
Le film Compartiment no 6, une production germano-estono-russo-finlandaise, a comme sujet les pétroglyphes de Kanozero. Certaines scènes sont tournées sur une reconstitution du site archéologique. La jeune protagoniste, étudiante en archéologie, entreprend un voyage en train de plusieurs jours sur des centaines de kilomètres pour les visiter. Ce film, réalisé par Juho Kuosmanen et sorti en 2021, est une adaptation du roman du même nom, paru en 2011 par l'écrivaine finlandaise Rosa Liksom.